# Universität Bir Zait

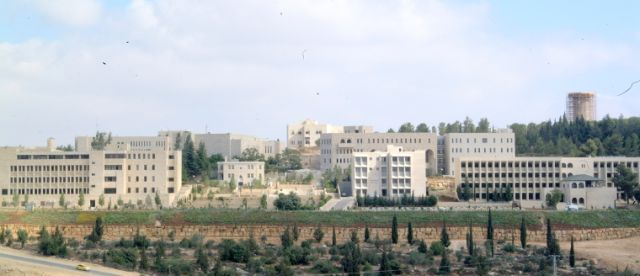
Campus der Universität Bir Zait, 2007

Die  Universität Bir Zait (arabisch جامعة بيرزيت, englisch Birzeit University, BZU) ist eine palästinensische Hochschule in Bir Zait nördlich von Ramallah im Westjordanland. Sie wurde 1975 gegründet und hat sieben Fakultäten mit rund 9000 Studenten, von denen knapp 60 % Frauen sind (Stand: 2010).

## Geschichte

### Von der Schule zum Junior-College
1924 gründete Nabiha Nasir (1891–1951) eine Schule, um Mädchen aus der Region des rund 11 Kilometer nördlich von Ramallah gelegenen Bir Zait eine Grundschulbildung zu ermöglichen. Zuvor existierten Bildungseinrichtungen dort faktisch nicht. Bis 1930 entwickelte sich die Schule zu einer weiterführenden Bildungsinstitution für Jungen und Mädchen und erhielt 1942 den Status als College.

### Vom Junior-College zur Vier-Jahres-Universität

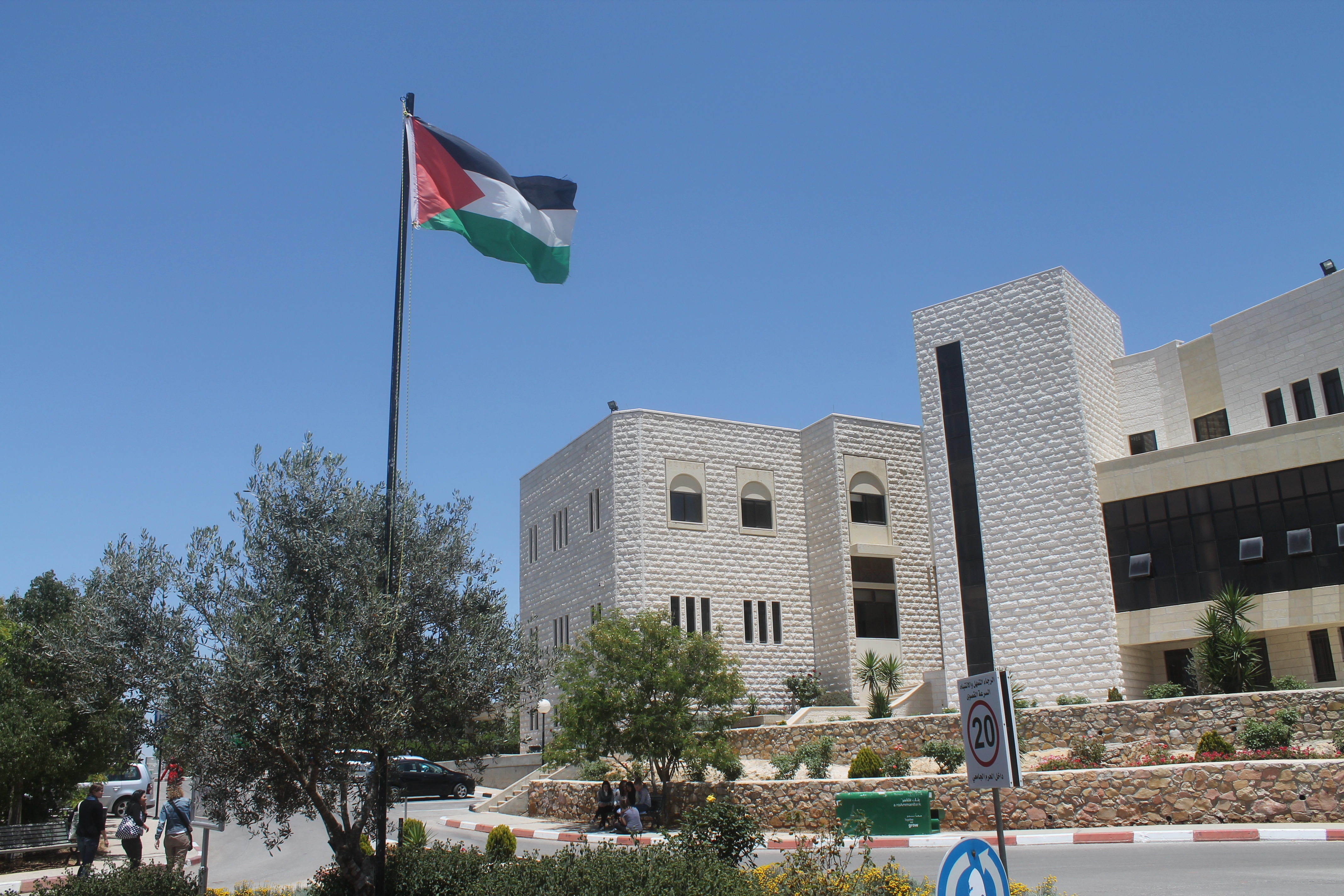
Universität Bir Zait (2013)

Nachdem im Sechstagekrieg 1967 das Westjordanland sowie der Gazastreifen unter israelische Besatzung kamen, hinderten Reisebeschränkungen der Besatzungsbehörden Studenten daran, Bildungschancen im Ausland wahrnehmen zu können. Die Verwaltung des Bir Zait Colleges sah daher den dringenden Bedarf, eine lokale Universität einzurichten. Wenige Jahre später waren die Pläne zur Entwicklung eines Vier-Jahres-Programmes zur Erlangung eines Bachelorabschlusses und die Bildung eines neuen Campus bereits in vollem Gange.
Mit dem erwarteten Wachstum des Colleges entschieden sich die Gründer dazu, ein autonomes Kuratorium aufzubauen, um die Kontinuität der Institution zu gewährleisten. Obwohl es mehrere Jahre dauerte, bis die israelischen Militärbehörden die Zulassung erteilten, wurde der Vorstand bereits im Jahr 1973 bestellt und nahm seine Arbeit auf. Die Entwicklung des Colleges wurde wie geplant fortgeführt. 1975 erlangte man den offiziellen Status als „Universität“ und änderte den Namen entsprechend.
Die Universität wurde im April 1976 Mitglied der Association of Arab Universities und am 11. Juli desselben Jahres feierte sie bereits die Graduierung der ersten Bachelorabsolventen. 1977 wurde die Universität Mitglied der International Association of Universities. Im akademischen Jahr 1977/78 wurde erstmals ein Masterstudiengang in Erziehungswissenschaften angeboten, 1978/79 die Fakultät für Handel und Wirtschaft gegründet, der 1979/80 die Fakultät für Ingenieurwissenschaften folgte.
Mit der Gründung der Palästinensischen Autonomiebehörde im Jahr 1993 beschloss die Hochschulleitung die Einführung weiterer Undergraduate- und Graduate-Studiengänge, um auf den dringenden Bedarf an gut ausgebildeten Absolventen zu reagieren, die die Aufgaben innerhalb eines palästinensischen Staates schultern sollten. Mehrere neue Zentren, Institute und eine Fakultät für Graduate Studies wurden etabliert.
Bei den Hochschulwahlen 2001 siegte die Hochschulgruppe der radikalislamischen Hamas. Im Februar 2000 wurde der französische Premierminister Lionel Jospin bei einem Besuch der Universität von wütenden Studenten mit Steinen beworfen und am Kopf getroffen. Sicherheitskräfte evakuierten ihn unter Mühen. Zuvor hatte er Aktionen der Hisbollah im Südlibanon als „Terror“ bezeichnet.

### Zutrittsverbot für jüdische Israelis
Im September 2014 wollte die besatzungskritische israelische Journalistin Amira Hass auf Einladung der Rosa-Luxemburg-Stiftung an einer von dieser mit dem Center for Development Studies an der Universität Bir Zait veranstalteten internationalen Konferenz „Alternatives to Neo-Liberal Development in the Occupied Palestinian Territories – Critical Perspectives“ teilnehmen. Sie musste jedoch das Campusgelände wieder verlassen, da sie sich als israelische Jüdin aufgrund einer entsprechenden Rechtsnorm der Hochschule nicht dort aufhalten dürfe.

### Arbeitsbeschränkungen
Die Arbeit der Hochschule wurde wiederholt von Israel eingeschränkt. Ghassan Khatib, seit 2012 Vizepräsident der Bir-Zait-Universität, beklagte im Juli 2018, dass 15 Professoren mit ausländischen Pässen die Verlängerung ihrer Visa teils deutlich erschwert oder ganz verweigert wurde.

## Persönlichkeiten
- Suad Amiry (* 1951), Autorin und Architektin
- Ghassan Andoni (* 1956), Physiker und Friedensaktivist
- Hanan Aschrawi (* 1946), Politikerin („Dritten Weges“), Anglistin
- Yahya Ayyasch (1966–1996), palästinensischer Terrorist, Elektroingenieur
- Marwan Barghuthi (* 1959), Politiker
- Helga Baumgarten (* 1947), Politikprofessorin
- Asmi Bischara (* 1956), akademischer Denker, Schriftsteller und Autor
- Chalida Dscharrar (* 1963), Politikerin (PFLP)
- Albert E. Glock (1925–1992), Begründer der palästinensischen Archäologie
- Sahar Khalifeh (* 1942), Schriftstellerin
- Sari Nusseibeh (* 1949), Philosoph und Politiker
- Fathi Schakaki (1951–1995), Politiker (PIJ), kurzzeitig im Fach Mathematik eingeschrieben[12]
- Mohammed Schtajjeh (* 1958), Ministerpräsident der Palästinensischen Autonomiegebiete der Fatah, Ökonom